# Komitat Semplin
Das Komitat Zemplén, auch Komitat Semplin genannt (deutsch seltener auch Gespanschaft Zemplén oder Gespanschaft Semplin, älter auch Komitat Semmlin; ungarisch Zemplén vármegye, lateinisch comitatus Zemplinum, slowakisch Zemplínska župa/stolica), war eine Verwaltungseinheit im Nordosten des Königreichs Ungarn. Verwaltungssitz war zuletzt Sátoraljaújhely.

## Geographie

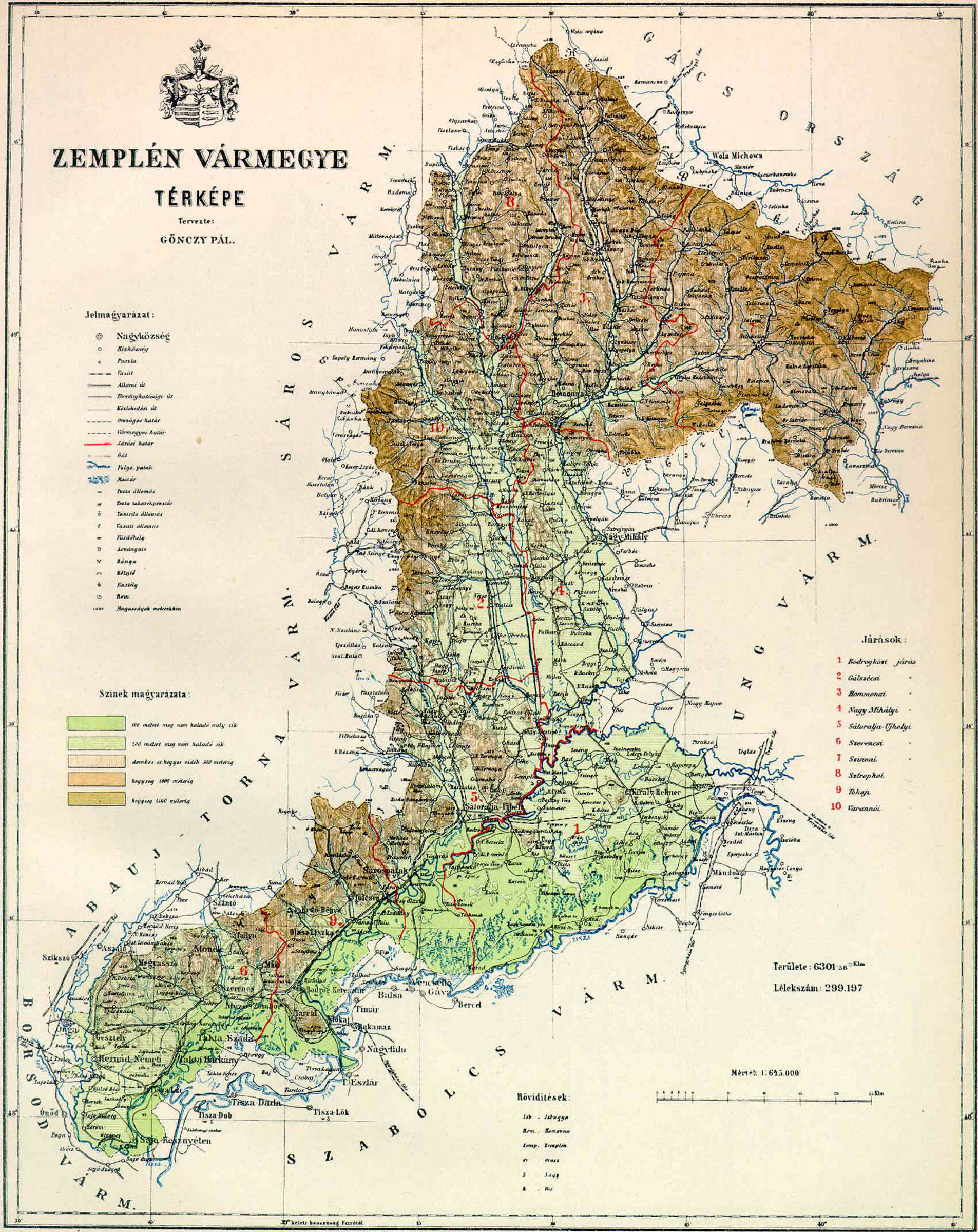
Karte des Komitats Zemplén um 1890

Das Komitat Semplin grenzte im Norden an Polen (beziehungsweise 1772–1918 an das österreichische Kronland Galizien), im Osten an das Komitat Ung, im Süden an das Komitat Szabolcs, im äußersten Südwesten an das Komitat Borsod, im Südwesten an das Komitat Abaúj-Torna und im Nordwesten an das Komitat Sáros.
Das Gebiet befindet sich im östlichsten Teil der heutigen Slowakei, außer einem Gebiet zwischen dem Vihorlat-Gebirge und der Latorica, und einem Landstreifen zwischen den Flüssen Bodrog und Theiß im heutigen Ungarn. Die Flüsse Laborec und Bodrog durchfließen das Gebiet. 1910 gab es im Komitat 343.194 Einwohner auf einer Fläche von 6.282 km².
Der slowakische Name Zemplín wird heute auch als inoffizielle Bezeichnung für dieses Gebiet und offizielle Bezeichnung einer Tourismusregion verwendet.

## Verwaltungssitze
Anfänglich befand sich der Verwaltungssitz auf der Burg Semplin (bei Zemplín), im 13. Jahrhundert auch in Sárospatak (slowakisch [Blatný] Potok, daher stammt die alternative Bezeichnung des Komitats comitatus de Potok). Seit dem Spätmittelalter war dann der Hauptsitz des Komitats in Zemplín und ab 1748 schließlich in Sátoraljaújhely.

### Geschichte
Als eines der ältesten Komitate des Königreichs Ungarn entstand es wahrscheinlich um 1018, die Nordgrenze war damals allerdings der Fluss Latorica. Im Laufe der folgenden Jahrhunderte wurden vom Königreich Ungarn sukzessive die mehr im Norden gelegenen slowakischen Gebiete erobert und an das Komitat angeschlossen. Die spätere Nordgrenze (d. h. die heutige südliche Grenze der Ostslowakei) wurde erst Anfang des 14. Jahrhunderts erreicht.
Im 17. Jahrhundert war das Komitat um 1600, dann 1622–1629 (siehe Gabriel Bethlen) und kurz nach 1645 Bestandteil Siebenbürgens.
Ende 1918 wurde der größere nördliche Teil der Region (einschließlich eines Teils des Komitats Ung) von der neu gegründeten Tschechoslowakei besetzt. Der südliche Teil (mit der Stadt Sátoraljaújhely) verblieb als Komitat Zemplén bei Ungarn. Beides wurde durch den Vertrag von Trianon 1920 bestätigt.
Von 1938 bis 1945 lag auch der südliche Teil des vormals tschechoslowakischen Gebiets des ehemaligen Komitats aufgrund des Ersten Wiener Schiedsspruchs in Ungarn, und 1939 besetzte Ungarn nach dem ungarisch-slowakischen Krieg auch noch die östliche Hälfte des restlichen Gebiets des ehemaligen Komitats. In Ungarn kam das Land zu den Komitaten Zemplén und Ung. In der ersten slowakischen Republik bestand 1940–1945 die neu gegründete Šarišsko-zemplínska župa (Scharosch-Zempliner Gespanschaft).
Nach dem Ende des Zweiten Weltkriegs 1945 wurden die Vorkriegsgrenzen wiederhergestellt. Die slowakische Gespanschaft wurde aufgelöst. Das ungarische Komitat Zemplén wurde mit dem Komitat Borsod und einem Teil des Komitats Abaúj-Torna zum noch heute bestehenden Komitat Borsod-Abaúj-Zemplén vereinigt.
Seit 1993, als sich Tschechien und die Slowakei friedlich trennten, ist der nördliche Teil der Landschaft Teil der Slowakei und liegt im Kaschauer (Košický kraj) und im Eperieser Landschaftsverband (Prešovský kraj).
Das Gebiet des Komitats wurde in der Tschechoslowakei bzw. Slowakei chronologisch wie folgt administrativ eingegliedert:
- 1918–1922: Zemplínska župa (Sempliner Gespanschaft), CS
- 1922–1928: Košická župa (Kaschauer Gespanschaft), CS
- 1928–1939: Slovenská krajina/zem (Slowakisches Land), CS
- 1940–1945: Šarišsko-zemplínska župa (Scharosch-Zempliner Gespanschaft), SK
- 1945–1948: Slovenská krajina (Slowakisches Land), CS
- 1949–1960: Prešovský kraj (Eperieser Landschaftsverband) + Košický kraj (Kaschauer Landschaftsverband) – beide nicht mit den heutigen Landschaftsverbänden zu verwechseln, CS
- 1960–1990: Východoslovenský kraj (Ostslowakischer Landschaftsverband), CS
- seit 1996: Prešovský kraj (Eperieser Landschaftsverband) + Košický kraj (Kaschauer Landschaftsverband), SK

## Bezirksunterteilung

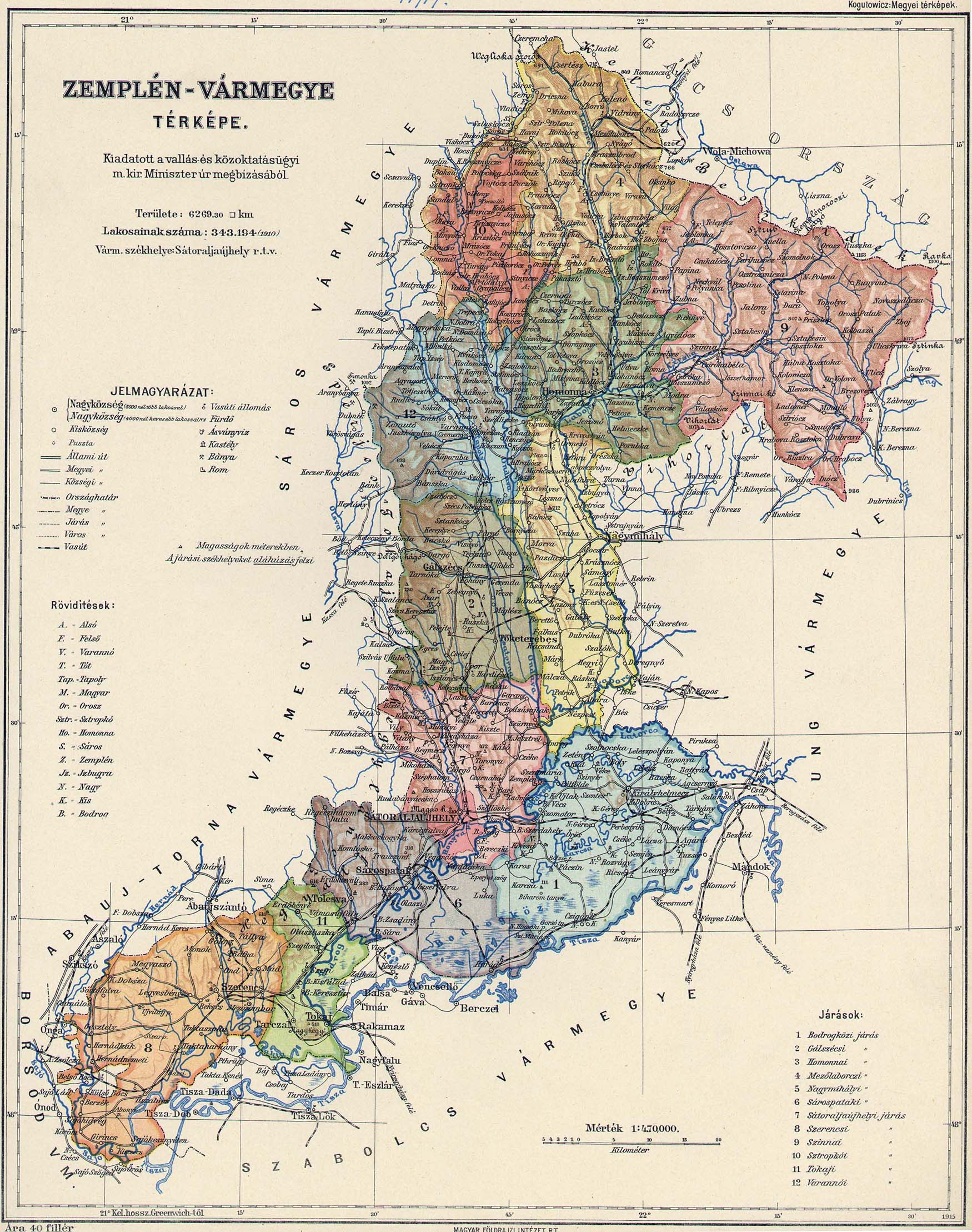
Administrative Karte von 1910

Die Gespanschaft bestand im frühen 20. Jahrhundert aus folgenden Stuhlbezirken (meist nach dem Namen des Verwaltungssitzes benannt):
| Stuhlbezirke (járások)                | Stuhlbezirke (járások)               |
| Stuhlbezirk                           | Verwaltungssitz                      |
| ------------------------------------- | ------------------------------------ |
| Bezirk Sátoraljaújhely                | Sátoraljaújhely                      |
| Bezirk Sárospatak                     | Sárospatak                           |
| Bezirk Tokaj                          | Tokaj                                |
| Bezirk Szerencs                       | Szerencs                             |
| Bezirk Bodrogköz                      | Királyhelmec, heute Kráľovský Chlmec |
| Bezirk Nagymihály                     | Nagymihály, heute Michalovce         |
| Bezirk Gálszécs                       | Gálszécs, heute Sečovce              |
| Bezirk Varannó                        | Varannó, heute Vranov nad Topľou     |
| Bezirk Sztropkó                       | Sztropkó, heute Stropkov             |
| Bezirk Homonna                        | Homonna, heute Humenné               |
| Bezirk Mezőlaborc                     | Mezőlaborc, heute Medzilaborce       |
| Bezirk Szinna                         | Szinna, heute Snina                  |
| Stadtbezirk (rendezett tanácsú város) |                                      |
| Sátoraljaújhely                       |                                      |

Sátoraljaújhely, Sárospatak, Tokaj und Szerencs liegen im heutigen Ungarn, die anderen Orte in der heutigen Slowakei.